# گئورگ هاروتیونیان (شطرنج‌باز)
گئورگ هاروتیونیان (ارمنی: Գևորգ Հարությունյան؛ زادهٔ ۷ مهٔ ۱۹۸۱) شطرنج‌باز اهل ارمنستان است.
| به‌دلیل برخی مشکلات فنی، نمودارها موقتاً قابل مشاهده نیستند. اطلاعات بیشتر پیرامون این مشکل در فابریکاتور و وبگاه مدیاویکی در دسترس است. | |
| | به‌دلیل برخی مشکلات فنی، نمودارها موقتاً قابل مشاهده نیستند. اطلاعات بیشتر پیرامون این مشکل در فابریکاتور و وبگاه مدیاویکی در دسترس است. |